# Francisco Bivar

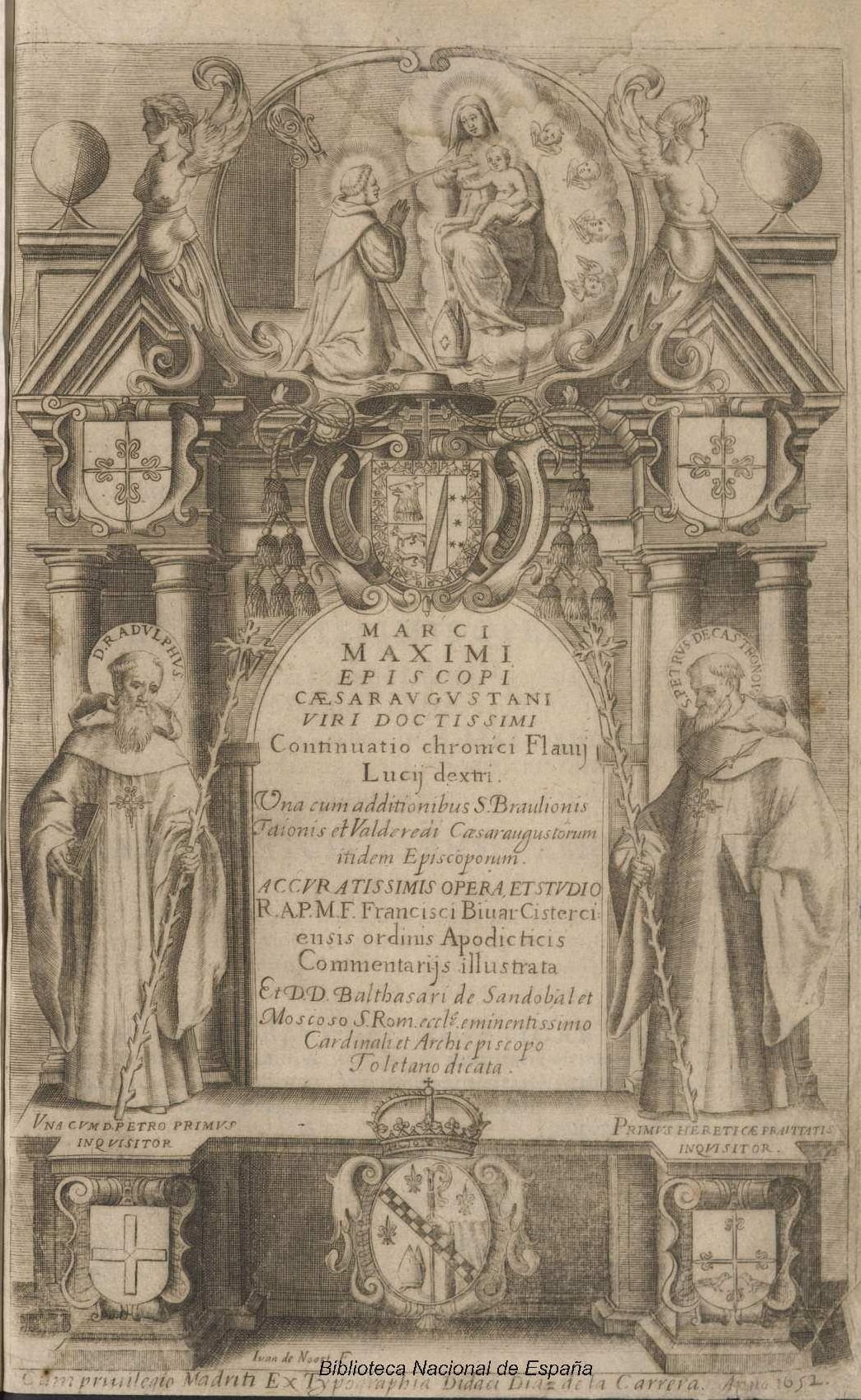
Juan de Noort, frontispicio de la obra de Francisco Bivar, Marci Maximi Episcopi Caesaraugustani viri doctissimi Continuatio Chronici omnimodae Historiae ab Anno Christi 430, Madrid, 1651. Biblioteca Nacional de España

Francisco Bivar (Paracuellos de Jarama, 1584-Madrid, 1634) fue un monje cisterciense, maestro de Teología e historiador español.

... en la Vaticana es de donde yo puedo deponer, porque la cursé tres años que estube en Roma, y particularmente revolví algunas veces todos los manuscritos que hay de vidas de santos, por lo que me importava para Dextro, y assí cito algunas cosas dellos...

Siendo abad del Monasterio de Santa María la Real de Sacramenia (Segovia) falleció en el monasterio de su orden en Madrid en 1634.
Además de comentarista y editor de los falsos cronicones de Flavio Lucio Dextro pergeñados por fray Jerónimo Román de la Higuera, contribuyó con su credulidad y escaso sentido crítico a la publicación y difusión de muchas otras ficciones, como la carta de Hugo, obispo de Oporto, a Mauricio, arzobispo de Braga —falsificación del portugués Gaspar Álvarez de Lousada—, en la que atribuía a san Caledonio, otro obispo bracarense inventado por Higuera, la redacción de una Vida de san Pedro de Rades, quien, según dicha Vida, habría sido primer obispo de Braga, consagrado por el mismo apóstol Santiago, con lo que quedaba asentada la primacía episcopal de Braga contra las pretensiones toledanas y del propio Higuera, al que el invento de san Caledonio se le volvía en contra. Una de esas ficciones, la historia de Garray, de las que escandalizaban al padre Vicente de la Fuente por burdas y groseras, la encontró y sacó a luz Bivar de los archivos del monasterio de San Prudencio de Monte Laturce. La historia contaba que al marchar a la guerra con Alfonso el Batallador todos los hombres casados de Garray quedaron solos en la aldea mujeres y curas. Años después, al volver los hombres, se encontraron con gran número de muchachos adulterinos que se oponían a su regreso y les impedían recuperar sus haciendas. Solicitada la mediación de san Prudencio, ficticio obispo de Tarazona, los pobladores de Garray le ofrecieron junto a otros obispos que estaban por allí de paso un banquete en el que les sirvieron gatos y perros que, al ser trinchados, resucitaron con estruendo. Espantados, los obispos escaparon a toda prisa y desde una altura próxima Prudencio maldijo el lugar, convertido desde entonces en un despoblado.
Para reforzar su confianza en lo que descubrían los cronicones contó, además, con las revelaciones particulares recibidas por una de sus hijas de confesión, la madre María Evangelista, cocinera lega en el convento de Santa Ana de donde al poco tiempo pasó a ser fundadora y abadesa del convento de Casarrubios del Monte. Muy devota de san Jeroteo, al que Higuera había hecho primer obispo de Segovia, estando en misa un día de 1627 en su convento de Recoletas Bernardas de Valladolid, se le apareció el santo llevando la cabeza en las manos a la vez que predicaba. La monja contó a su confesor, Bivar, la visión que había tenido y le preguntó si es que Jeroteo había sido mártir, a lo que Bivar contestó que solo sabía que había sido confesor. En vista de ello la monja se lo preguntó al Señor, que le manifestó, según cuenta Francisco Rodríguez de Neira en su Historia de la vida del Divino Hierotheo, Obispo de Segovia (1692), «que san Hieroteo avía sido Mártir, y que teniendo su Cabeça en sus manos predicó tres horas a los Enemigos de la Fe, los quales le avían cortado su Cabeça, que fue Obispo de Segovia, y que estaba enterrado en Segovia». La noticia por medio de Bivar llegó al obispo, Melchor de Moscoso y Sandoval, que inmediatamente se interesó por unas revelaciones que tanto favorecían a la antigüedad de su diócesis, y apremió a Bivar para que como su confesor mandase a la monja que

para consuelo de los Segovianos, que se dignasse de suplicar a Dios, en qué parte especial de Segovia estava el Santo Cuerpo. Assí lo hizo; y la reveló el Señor, que el Cuerpo de San Hieroteo estava enterrado en San Gil; y la llevó en espíritu a este Templo, y le vio en el sepulcro, y sus huessos, como se verá en la copia que pondremos.

Respondiendo a una solicitud del cardenal Baltasar Moscoso que marchaba a Roma a recibir el capelo cardenalicio en 1630, en medio de rumores de que en la Santa Sede se estudiaba prohibir los cronicones por la defensa que en ellos se hacía de la Inmaculada Concepción, y para ayudar al cardenal a defender el Cronicón de Dextro ante la curia, redactó un memorial apologético dirigido al papa Urbano VIII: Beatissimo Urbano, urbis doomino, orbis doctori, summo Ecclesiae pontifici: pro Fl. L. Dextro libellus supplex et apologeticus. A Fr. Francisco Bivario, Mantua-Carpetano, hispano-cisterciensi prorrectus. El éxito de sus comentarios a Dextro —y con la tranquilidad de que Roma no se planteaba prohibirlos— le animó a continuar con unos comentarios a Marco Máximo, obispo de Zaragoza, continuación de las ficciones de Dextro, pero murió sin haber podido completar la impresión de la obra en diciembre de 1634, en Madrid, a donde había acudido con ese objeto, y su publicación se retrasó hasta 1651.
Pero a Bivar, que en sus comentarios, según Godoy, «a veces delira», se le distingue de todos aquellos falsificadores —a los que solía dar crédito— por la rectitud de su comportamiento y buen sentido, lo que, a título de ejemplo, le llevará a denunciar ante el cardenal Moscoso la impostura de un fraile mendicante, que «es pobre y necesitado de socorro para sus caminos», el cual trataba de colocar al cardenal las actas fabulosas de dos santos más, hasta entonces completamente inéditos, diciéndole haberlas encontrado precisamente en la biblioteca Vaticana —en la que Bivar estaba seguro de que no se hallaban— y ello tras haberle dicho a él una vez que las había leído con el Dextro en la biblioteca de Fulda y otra que las había hallado en un monasterio del Languedoc en Francia.

## Obras
- Sancti patres vindicati a vulgari sententia quae illis in controuersia de Immaculata Virginis conceptione imputari salet, Valladolid, 1618
- Historias admirables de las más ilustres entre las menos conocidas santas que ay en el cielo: salen a luz en esta primera parte solas dos: la vna de la B. Virgen Doña Beatriz de Sylua, con la fundación de la Orden de la Concepción..., y la otra, la vida de santa Iuliana, con la milagrosa fundación de la fiesta del Corpus Christi... / compuestas por Fr. Francisco de Biuar, En Valladolid: por Geronymo Murillo, 1618.
- Flavii Lucii Barcinonensis Chronicon..., Lugduni, 1627
- Marci Maximi Episcopi Caesaraugustani viri doctissimi Continuatio Chronici omnimodae Historiae ab Anno Christi 430 (ubi Flav. L. Dexter desiit) usque ad 612. quo maximus pervenit.: una cum additionibus S. Braulionis, Helecanis, Taionis et Valderedi Caesaraugustanorum itidem Episcoporum accuratissimis / opera et studio R. A. P. Fr. Francisci Bivarii Hispani, Mantuae Carpetani, ... apodicticis commentariis illustrata, Madriti : ex Typographia Didaci Diaz de la Carrera, 1651.
- De veteri monachatu et regulis monasticis, libri VI, 2 tomos, Lugduni, 1662